# 1970年のテレビ (日本)
1970年のテレビ（1970ねんのテレビ）では、1970年（昭和45年）の日本におけるテレビジョン放送全般の動向についてまとめる。

## 主なできごと
地方の民放UHFテレビ局がこの年10局開局。（「#開局・放送開始」の項を参照）
- 特に4月1日に開局した8局は全て、今まで民放テレビが1局しか視聴できなかった地方地域が、開局により2局の民放テレビが視聴できるようになった地域である。

NET（当時。後のテレビ朝日）のニュースネットワーク「ANN（オールニッポン・ニュースネットワーク）」が1月1日に結成・発足。
- 発足当初、加盟局はNETを含め計12局。その後、UHF新局の開局により加盟局が増加する。
- これに伴い、いままでNETで放映していた『NETニュース（朝日新聞制作）』は、全て『ANNニュース』に変更・統一する。

テレビの全面カラー化への動き
- この年、4月に日本テレビが、10月にはTBS、フジテレビ、NETがゴールデンタイムの全国ネット番組を全面カラー化。[1]
- この年から、民放の朝・昼の平日・土曜日の生ワイドショーのカラー化が相次ぐ。1月3日開始の毎日放送・NET系の新番組『八木治郎ショー』を皮切りに、3月にはNET系『奈良和モーニングショー』が、4月にはフジテレビ系の『小川宏ショー』『3時のあなた』が各々レギュラーでのカラー放送を開始、関西テレビ・フジテレビ系の『ハイ!土曜日です』もカラー化された。
- 年末には、TBS系列『ベルトクイズQ&Q』がカラー放送となったのを契機に、翌年にかけて、民放の平日の正午の時間帯の帯番組のカラー放送化が進む様になる。
- また、大都市を除く地方のNHKや民放のローカルニュース、ローカル番組のカラー放送開始や、スタジオカラーカメラ、カラー中継車の導入が、この年から相次ぐ様になる。
  - これに伴い、全国ニュース番組内での地方局取材によるモノクロフィルムの割合が（系列によっては大幅に）減り始める。
  - 4月になると、既存の番組に於いて、毎回全国各地域に於いて収録の全国ネット番組では、NHK総合『ふるさとの歌まつり』が4月9日から、TBS系『TWWAプロレス中継』が4月22日から（但し、同年9月30日放送分はモノクロ）、各々毎回カラー放送になった。又、TBS系『家族そろって歌合戦』は4月5日から、各地域の収録時点で、カラー中継車を所有している制作局の回に於いて同放送を開始している。
- その他の既存番組のカラー化に於いては、NHK総合『四つの目』『国会中継』『ゆく年くる年』、日本テレビ系『おはよう!こどもショー』、TBS系『お笑い頭の体操』『キイハンター』『ケンちゃんシリーズ』、フジテレビ系『新春スターかくし芸大会』『オールスター紅白大運動会』、NET系『鬼平犯科帳』『レディズ・チャレンジボウル』『日曜演芸会』『大正テレビ寄席』、東京12チャンネル『牧伸二のサアお立合い!』、毎日放送『素人名人会』『ヤングおー!おー!』等がカラー化。更に、NHK教育テレビでは4月には、小学校全学年の理科教室のカラー化が完了し、『大きくなる子』『うたいましょうききましょう』『おとぎのへや』という幼稚園・小学生向けの番組がカラー化された。（その他詳細は、「#既存番組のカラー化」の項を参照）
- 10月現在の在京民放キー局の1日平均のカラー放送時間及び全放送時間に対する比率（NHK年鑑'71 5ページに記載）
  - 日本テレビ：約14時間 約79% [1]
  - TBS：約11時間20分 約57% [1]
  - フジテレビ：約11時間30分 約62% [1]
  - NET：約10時間 約57% [1]
  - 東京12チャンネル：約8時間10分 約51% [1]

テレビ番組
- 日本万国博覧会（大阪万博）が開催。期間中、開会式・閉会式を始め、多数の関連番組が放送。
  - 民放では、開会式『幕開く日本万国博』と閉会式『さよなら日本万国博』が、日本の民放史上初めて、当時の民放テレビ局全局に於いて同時生放送を行った。
- NHK総合
  - 日曜12時台に放送されていた視聴者参加番組『のど自慢素人演芸会』が『NHKのど自慢』に改題（2025年8月現在も放送中）。
  - 平日正午のニュースの後のバラエティ番組『ひるのプレゼント』放送開始。1991年3月29日の放送終了まで、NHKのお昼の定番番組として親しまれる。
- NHK教育、学校放送番組で、幼児向け工作番組『できるかな』が放送開始。1990年3月9日まで続いた。
- TBS、局の看板となるドラマ『時間ですよ』、『大岡越前』、『ありがとう』がこの年放送開始。後に『ありがとう』は、1972年12月21日の放送にて、TBS歴代はもとより、民放ドラマ史上最高の視聴率56.3%（関東地区・ビデオリサーチ調べ）を記録した[2]（後にTBS歴代最高視聴率は、2010年6月29日放送の「2010FIFAワールドカップ 日本×パラグアイ」の57.3%（関東地区・ビデオリサーチ調べ）に更新される[2]）。
- 東京12チャンネル（ → テレビ東京）で、時代劇『大江戸捜査網』が放送開始。1984年9月29日まで累計14年続く長寿シリーズとなり、同局の看板時代劇となる。
- 地方局では、青森放送で日本初のローカルワイドニュース番組『RABニュースレーダー』が放送開始。ローカルワイドニュース番組の先駆けとなる。
- 上記の他、局の看板となる、以下の番組が放送開始。
  - NHK総合:『ステージ101』
  - 日本テレビ:『NNNドキュメント』、『ジョッキーシリーズ』（『コント55号とTVジョッキー』）
  - フジテレビ:『クイズグランプリ』、『あしたのジョー』、『ラブラブショー』、『いなかっぺ大将』
  - NET（ → テレビ朝日）:『遠山の金さんシリーズ』
  - 東京12チャンネル（ → テレビ東京）:『土曜競馬中継』
  - 読売テレビ:『全日本歌謡選手権』、『細うで繁盛記』、『遠くへ行きたい』
  - 毎日放送:『八木治郎ショー』

音声多重のステレオ実験放送が開始。
- 8月9日、NHKが総合テレビのクラシック音楽番組『NHKコンサートホール』にて、東京地区のみ、日本初の音声多重ステレオ放送の実験放送を開始。同番組では、同月23日にも東京地区のみでステレオで放送した。

技術
- NHKが、標準カラーカメラの約50倍の感度を持つ超高感度カラーカメラを導入。12月16日の総合テレビのニュースにて初使用。[3]

## 番組関係のできごと
この年からはカラー放送の割合が半分を超える為、特記が無い限り、原則カラー放送。
1月
- 1日
  - NHK総合、万博会場を含む年始リレー中継番組『万国博の年明ける ～万国博会場，東京，名古屋，北海道，北九州，鹿児島を結んで～』を放送。[4][5][6]
  - フジテレビ系で初の90分単発特別番組枠『木曜スペシャル』[注 1]（木曜20:00 - 21:26）を開始。初回は新春恒例『新春スターかくし芸大会』を19:00 - 21:26で放送、そして3月26日放送の最終回では『オールスター紅白大運動会』を放送、『かくし芸』と『大運動会』は共に初のカラー放送で、更に『大運動会』は初の90分放送となる。この後木曜20時枠は定時番組は置かず、プロ野球中継または映画番組を編成、一方4月7日には火曜20:00 - 21:26に、かつて1967年11月 - 1968年3月に土曜20時で放送された『テレビグランドスペシャル』を、90分枠として復活、その後10月2日には木曜20:00に移動（ - 1972年9月）、その移動初回には『大運動会』を放送、以後『大運動会』は1974年まで春秋開催となる。
  - NET系、自社のニュースネットワーク「ANN（オールニッポン・ニュースネットワーク）」が元日に結成・発足した[4]のを受け、今までNETで放映していた『NETニュース（朝日新聞制作）』は、全て名称を『ANNニュース』に変更・統一する。[7][8]
  - NET系、この日と翌日の2日間、自局の平日のワイドショーである『奈良和モーニングショー』と『桂小金治アフタヌーンショー』が共に初めてのカラー放送を特別に実施[9]（3日は土曜日で番組自体がお休み）。その後、前者は3月23日に、後者は翌年の元日から毎回カラー放送となる。
- 3日 - 毎日放送・NET系、土曜日朝のトーク中心のワイドショー『八木治郎ショー』放送開始[10]。1975年4月5日からTBS系へのネットチェンジを経て、1980年10月4日に『八木治郎ショー・いい朝8時』に改題し、1983年4月18日に八木が急逝したことを受け、同年4月23日・30日に追悼特番が組まれ番組が終了するまで、13年4ヶ月弱も続いた。
- 4日
  - NHK総合、大河ドラマ第8作『樅ノ木は残った』（山本周五郎原作、平幹二朗主演）放送開始（全52回、- 12月27日）。[4][11]
  - 日本テレビ・NNN系列各局制作のドキュメンタリー番組『NNNドキュメント』放送開始（開始時の番組名は『NNNドキュメント'70』）[4]。日曜深夜枠で50年以上続く長寿番組となり、2025年7月現在も継続中。
- 5日 - よみうりテレビ制作・日本テレビ系列の視聴者参加型歌手オーディション番組『全日本歌謡選手権』[注 2]を放送開始。五木ひろしや八代亜紀などを輩出した（ - 1976年12月）。
- 7日 - NHK総合で、米CBS制作によるドリス・デイ主演のドラマ『ママは太陽（英語版）』が放送開始（翌1971年8月20日終了）。東京・大阪地区では、日本初の音声多重放送（当時は実験放送）のレギュラー番組として放送（2か国語放送）。[12][13][14]
- 8日
  - NHK総合、海外取材番組『巨大科学』放送開始（ - 2月19日、及び同年11月5日 - 翌1971年2月16日。各7回）。[4][15]
  - よみうりテレビ制作・日本テレビ系、ドラマ『細うで繁盛記』第1期放送開始（ - 1971年4月1日、全65回。作:花登筐、出演:新珠三千代・高島忠夫・浪花千栄子 ほか）[4]。当初、半年という放送予定期間が視聴率が好調の為数度延長し、1年3ヶ月に及ぶ長編テレビドラマとなった。近畿地区では最高視聴率38.0％を記録、地方では70%超を記録するネット局もあった[16]。これらを始めとする好評を受け続編が作られ、1972年1月6日 - 1973年3月29日に第2シリーズ（全65回）、1973年8月23日 - 1974年2月14日に『新・細うで繁盛記』（全26回）が放送された（同番組の項目も参照）。
- 10日
  - NHK総合
    - NHK初の若者向け音楽バラエティーショー『ステージ101』放送開始（ - 1974年3月31日）。[4][17]
    - 『海外取材番組』で、「アジアの自然」が放送開始（ - 1月31日、全4回）。[4][18]

  - フジテレビ系、クイズ番組『クイズ・キングにまかせろ!』放送開始（ - 3月28日）。優勝賞品が、「贈与税込み1000万円（当時）の3LDKマンション」で世間を騒がせるが、同月24日に公正取引委員会から賞品過大との警告を受け、決戦出場者12人の共有方式に変更する。[4]
- 28日 - NHK総合、1952年5月1日の第23回メーデーにおいて、暴徒化したデモ隊と警察部隊とが衝突した「血のメーデー事件」の、東京地裁による判決がこの日言い渡されるの受け、同地裁前から、特別番組『メーデー事件東京地裁判決』を中継放送。[4][19][20]

2月
- 4日 - TBS系、今まで『東芝日曜劇場』で単発シリーズドラマとして放送してきた『時間ですよ』が、この日から連続ドラマ番組として放送開始（ - 8月26日、全30回。脚本:向田邦子 ほか、演出:久世光彦、出演:森光子・堺正章・悠木千帆（後の樹木希林） ほか）。後にシリーズ化され、高視聴率を維持し続けた[4]。尚、この第1シリーズはモノクロ放送だったが、1971年7月21日開始の第2シリーズからはカラー放送となっている。
- 11日 - NHK総合がこの日、初の国産衛星「おおすみ」打ち上げの特別番組を4部構成で放送。第1部は『初の国産衛星めざして』[21]、第2部は『成るか初の国産衛星』[22]、第3部は『成功した国産衛星』で同成功の記者会見の模様を[23]、第4部は『成功した日本の人工衛星』[24]とそれぞれ題し放送。第1・2部は東京のNHKスタジオと鹿児島県内之浦・鹿島電波研・沖縄・NASA(ワシントン)を、第3部は内之浦と東京NHKスタジオをそれぞれ結んで放送。尚、番組は第1部がカラー放送、他は全てモノクロ放送だった。[4][25]
- 16～18日 - NHK総合、朝の生活情報番組『こんにちは奥さん』で、3日間に渡り「母と子の性教育を考える」を放送。[4]
- 16～20日 - NHK総合、『海外取材番組』で「EXPO '70への道」を5日間に渡って放送。[4]
- 26日 - NHK総合、『海外取材番組』で「世界と安全保障」が放送開始（ - 4月2日、全6回）。[4]

3月
- 1日 - NHK総合（及びラジオ第1）、ラジオ第1で1947年7月6日に放送開始した『のど自慢素人演芸会』が、この日を以って終了（モノクロ放送）。翌月12日から、『NHKのど自慢』（モノクロ放送）に改称し、内容・演出を歌中心などに改めて再出発する。[4]
- 2～6日 - NHK総合、『海外取材番組』で「ひとつの世界」を5日間に渡り放送。[4]
- 14日 - 日本万国博覧会（大阪万博）開会式をNHK総合・民放各局で生中継。[4]
  - 民放では『幕開く日本万国博』と題して当時の民放テレビ局全78社が同時放送を行った。[4][26]
- 16日 - TBS系ナショナル劇場(後のパナソニック ドラマシアター)枠で、加藤剛主演の時代劇『大岡越前』（第1作）がこの日から放送開始（ - 9月21日）。『水戸黄門』と共に1999年に終了するまで同枠を代表するシリーズとして親しまれた。
- 23日 - NET系、『奈良和モーニングショー』が、この日から毎回カラー放送となる[27]。これを機に、民放の平日帯ワイドショー番組のレギュラーでのカラー放送化が進む。
- 30日
  - フジテレビ系で視聴者参加型のクイズ番組『クイズグランプリ』を放送開始（ - 1980年12月26日）。
  - 中部日本放送、自社制作版による『キユーピー3分クッキング』が、（日本テレビ版より2年遅れて）この日からカラー放送となる。[28][29]
  - NET系、早朝時間帯放送の『ANNニュース（協力・朝日（新聞））』がカラー化[30]。これにより、毎週日曜日の『朝日新聞テレビ夕刊』（翌1971年1月3日カラー化[31]）を除き、NETのニュース番組での全時間帯がカラー化。
- 31日 - よど号ハイジャック事件がこの日発生。翌月の5日まで、NHK・民放各局で通常番組を一部休止し、随時ニュース速報や関連の報道特別番組を放送。[4]

4月
- 1日
  - 日本テレビ系、ドキュメンタリー番組『ノンフィクションアワー』放送開始（ - 1972年6月24日）。[4]
  - フジテレビ系
    - 『小川宏ショー』と『3時のあなた』がこの日から共に毎回カラー放送となる[32]。共に以前は特別にカラー放送になった回はあるものの、漸くレギュラーでのカラー放送となった。
    - FNNテレビ朝刊がこの日からカラー化[32]。これにより、フジテレビのニュース番組での全時間帯でのカラー放送化が完了。
    - 朝の子供番組『ママとあそぼう!ピンポンパン』が、この日より『みんなであそぼう!ピンポンパン』と改題。1971年10月2日までこの題名となり、同年10月4日より『ママとあそぼう!〜』に復題する。（この改題時点では未だモノクロ放送、翌年4月1日からカラー放送となる[33]。）
    - 高森朝雄・ちばてつや原作のボクシングアニメ『あしたのジョー』が放送開始（ - 1971年9月29日）。[4]

  - 青森放送（RAB、青森県）で、日本初のローカルワイドニュース番組『RABニュースレーダー』が放送開始[4]。当初は朝の放送だったが、後に夕方に移動し、2022年現在も続く長寿番組となる。
- 2日 - TBS系で、平岩弓枝脚本のテレビドラマ『ありがとう』の第1シリーズが放送開始（ - 10月22日。水前寺清子主演）[4]。1975年まで全4シリーズが制作された。
- 4日
  - フジテレビ系で、終了した『コント55号の世界は笑う』の後番組として、同じコント55号（萩本欽一・坂上二郎）によるコントバラエティ番組『コント55号のやるぞみてくれ!』を土曜20時枠で放送開始。しかし、わずか2ヶ月で打ち切られ（ - 5月30日）、約2年続いたフジ土曜8時のコント55号冠バラエティが幕。
  - フジテレビ系の『小川宏ショー』、『3時のあなた』の同月1日のカラー化に続き、同系列の関西テレビの土曜日の朝のワイドショー番組『ハイ!土曜日です』も、この日からカラー放送となる[34]。
  - 東京12チャンネル（後のテレビ東京）、日本中央競馬会（JRA）主催の土曜日の競馬中継番組『土曜競馬中継』放送開始。当初はモノクロ放送だったが、半年後の10月3日からはカラー放送となった[35]。
- 5日 - フジテレビ系で、独身の芸能人がお見合いをするトーク番組『ラブラブショー』が放送開始（ - 1979年9月30日）。これがきっかけで、関口宏と西田佐知子が結婚したのを始め、実際に結婚した芸能人カップルもいた（番組の項目を参照）。
- 6日 - NHKが番組改定。総合・教育合わせてのカラー放送の時間が1日平均13時間53分となる（前年度末よりも2時間10分増）。[4][36]
  - NHK総合
    - 連続テレビ小説第10作『虹』（主演：南田洋子、仲谷昇）が放送開始（ - 1971年4月3日）。[4][37]
    - 平日昼のバラエティ番組『ひるのプレゼント』放送開始[4][38]。平日お昼の看板番組として定着し、1991年3月29日まで続く長寿番組となった。
- 8日
  - NHK総合で『日本史探訪』が放送開始[4][39]。歴史番組を定時放送するのはNHK・民放を通じて初となった[40]。
  - NHK教育、幼児向け工作番組『できるかな』が放送開始[41]。初年度は「これは…です」というタイトルで放映され（「…」の部分には、最終的に作るものの輪郭が切り抜きスーパーで表示された）、ゴーくん（原口剛）を中心とした5人のお兄さん・お姉さんが共同で絵や工作をする番組だった[42][43]。翌年度からリニューアルされ、出演者が「ノッポさん」こと高見映（後の高見のっぽ）とゴン太くんのペアになる。初代ゴン太くんは1973年度まで活躍（毎回作る物に合わせて名前が変わっている）、1974年度から2代目のゴン太くんが登場して番組のスタイルが定着し、1990年3月9日まで放送される長寿番組となった。
- 12日 - NHK総合（ラジオ第1同時放送）、日曜12時台に放送されていた視聴者参加番組『のど自慢素人演芸会』が、内容・演出を歌中心などに改めて再出発し、『NHKのど自慢』に改題して放送開始[4][44]。当初はモノクロ放送だったが、翌1971年4月から随時カラー放送となり、同年10月10日からは毎回カラー放送となる。以後、NHKの日曜昼の定番看板番組として定着、50年以上続く長寿番組となり、2025年8月現在も継続中。
- 29日 - NHK総合、1970年代に予想されるさまざまな問題を世界的な視野で取り上げる、マンスリー番組『70年代われらの世界』が放送開始（ - 1975年11月27日）。この日の第1回は「若ものたちの道」を放送。[4][45][46]

5月
- 1日 - NHK総合、ベトナム戦争で米がカンボジアに介入したことを受け（カンボジア作戦）、レギュラー番組『現代の映像』をこの日はお休みし、特別番組『アメリカのカンボジア介入』を放送（モノクロ）。[4][47][48]
- 12日 - 瀬戸内海の広島県と愛媛県間で、旅客船を乗っ取った「瀬戸内シージャック事件」が発生。民放の広島テレビ放送・中国放送を中心に各社特別番組を編成。[4]
- 13日 - NHK総合、関東ローカルの報道番組『カメラリポート』（モノクロ放送）[注 3]で、 車の排気ガスによる鉛公害を告発した「牛込柳町交差点」を放送。[4][50]
- 27日 - NHK総合『70年代われらの世界』、この日の第2回では、公害問題を扱った『地球管理計画』を放送。ストックホルム(工場公害)・ニューヨーク(ごみ処理)・ロンドン(テムズ河の水質汚染)・富士市 (田子の浦のヘドロ)を結び、海外衛星中継を含んだ4元中継を行った。[4][51][52]
- 31日 - 日本テレビ系、『NNNドキュメント'70』にて、「安保自動延長の周辺」シリーズが放送開始。[4]

6月
- 16日 - NHK総合、『NHK特派員報告』にて、この日から3週連続に渡り「近代国家と政党」を放送。[4]
- 30日 - よみうりテレビ制作・日本テレビ系列の視聴者参加番組『スターと飛び出せ歌合戦』がこの日、前身の『アベック歌合戦』から数えて7年9ヶ月の幕を降ろす。

7月
- 12日 - NET（後のテレビ朝日）系、東映制作・四代目中村梅之助主演の時代劇『遠山の金さんシリーズ』の第1作『遠山の金さん捕物帳』が放送開始（ - 1972年9月30日）。[4]

8月
- 9日 - NHK総合、この日放送のクラシック音楽番組『NHKコンサートホール』で、東京地区のみ、日本初の音声多重ステレオ放送を行う（当時は実験放送）[4][53][54]。同番組は同月23日にも東京地区のみでステレオ放送を行う[53][55]。
- 11日 - フジテレビ系の『テレビグランドスペシャル』で、水泳バラエティ番組『紅白スター対抗水泳大会』が放送開始。1972年9月に『テレビグランドスペシャル』が廃枠後は『火曜ワイドスペシャル』[注 4]に移動して『オールスター紅白水泳大会』と改題、1986年まで放送され、各局で放送される水泳バラエティ番組の先駆けとなる。なお初回は船橋ヘルスセンターで収録、翌1971年7月22日に放送された第2回から大磯ロングビーチに変更された。

9月
- 1日 - NHK総合、防災の日特集として、大地震の実験シミュレーションで巨大都市のぜい弱性を警告した特別番組『マグニチュード7.9』放送。[4][56]
- 13日 - 日本万国博覧会（大阪万博）閉会式をNHK総合・民放各局で生中継。[4]
  - 民放では、全国テレビ79局を結び、関連特別番組『さよなら日本万国博』を放送。[4]
- 15日 - NHK総合、敬老の日特集で番組『老人パワーは挑戦する』を放送。[4][57]
- 26日 - NHK総合、『こんにちは奥さん』にて、公正取引委員会の依頼で実態調査を行った、全国地域婦人団体連絡協議会の報告による「カラーテレビと二重価格」を放送。[4]

10月
- 1日 - 東京12チャンネルで永井豪原作の漫画を実写ドラマ化した『ハレンチ学園』が放送開始[4]。同局のドラマでは歴代最高視聴率32%を記録した（ - 1971年4月1日）。
- 3日 - 東京12チャンネル（ → テレビ東京）、時代劇『大江戸捜査網』放送開始[4]。初代主演は杉良太郎で、以後中断を挟みながら杉→里見浩太朗→松方弘樹→並木史朗と主役が交代して1984年9月29日まで累計14年続く長寿シリーズとなる。
- 4日
  - 日本テレビ系の日曜13時台でコント55号司会による『コント55号とTVジョッキー』放送開始[58]（ - 12月27日）。のちの『スーパージョッキー』（1983年 - 1999年）まで続く『ジョッキーシリーズ』の源流となった。
  - よみうりテレビ制作・日本テレビ系で旅番組『遠くへ行きたい』[注 5]がこの日から放送開始[4]。2022年現在まで50年以上続く長寿番組となる。
  - フジテレビ系日曜18時台前半枠で川崎のぼる原作のギャグアニメ『いなかっぺ大将』（タツノコプロ制作）が放送開始（ - 1972年9月24日）。
- 10日 - NHK総合、米ABC放映のドラマ『弁護士ジャッド（英語版）』のシーズン2が放送開始（東京・大阪地区では2か国語放送）。[59]

11月
- 25日 - 三島由紀夫（作家）ら「楯の会」が市ヶ谷駐屯地に乱入して三島が割腹自決する一部始終をNHK・民放各局が生中継。

12月
- 16日 - NHK総合、ニュースの時間に、従来のカラーカメラの約50倍の感度を持つ超高感度カラーカメラを初使用。年内では、同月31日の『ゆく年くる年』の洞海湾周辺と若戸大橋からの中継でも使用。[3]
- 20日 - 日本テレビ系の演芸番組『笑点』、前田武彦に代わり3代目司会者として、てんぷくトリオの三波伸介が登場。三波は1982年12月に死去するまで12年間にわたって司会を務めた。
- 28日 - TBS系、『ベルトクイズQ&Q』がこの日からカラー放送となる[60]。これを機に、民放の平日の正午の時間帯の帯番組のカラー放送化が進む。
- 31日
  - TBS系で『第12回日本レコード大賞』の模様を生中継[61]。大賞は菅原洋一の「今日でお別れ」。
  - NHK総合、『第21回NHK紅白歌合戦』放送。視聴率77.0%（前年比7.3%上昇。関東地区、ビデオリサーチ調べ）。
  - NHK総合恒例の年越し番組『ゆく年くる年』が、この年からカラー放送となり、更に番組で初めて当時米領だった沖縄（番組内唯一のモノクロ中継）から中継を行った。[61][62]
  - フジテレビ系列で年越し番組『オールスター年越し大バラエティ』を23:45 - 1971年1月1日1:15で放送[61]。司会は牧伸二。また番組内ではコミックバンド「ドンキーカルテット」が「解散式」を行い、翌1971年からリーダーの小野ヤスシは単独タレントに転身、残ったジャイアント吉田・猪熊虎五郎・祝勝は新たなコミックバンド「ジャイアント吉田とシンフォニックマッド」を結成する。なお1971年からはフジテレビ系列は年越し番組『ゆく年くる年』（民放版）に加わるため、1959年放送の『泣いて笑って59年』以来続いた「フジテレビ単独年越し番組」はこれが最後となる。

## その他テレビに関する話題

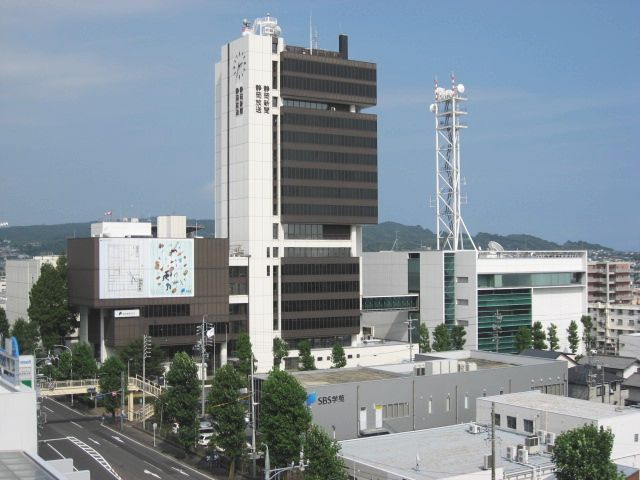
静岡放送新社屋稼働開始
（5月5日）

- 1月1日 - 日本教育テレビ（NET、後のテレビ朝日）をキー局とするオールニッポン・ニュースネットワーク（ANN）結成（ニュースネットワークとしての正式な発足は1974年4月1日）。発足時に12局が加盟。[注 6][4][7][8]
- 2月 - 電電公社、1968年の十勝沖地震による通信途絶事故の対策として、一方の回線が途絶しても、もう一方から伝送できるようにする為の、テレビ中継回線の全国ループ化整備が完成する(詳しくは、「NTT中継回線#概要」内の「年表」の欄を参照)。
- 4月 - 日本テレビ、夜のゴールデンアワーが全面カラー化。[注 7][1][63]
- 4月1日
  - 山形テレビ、福島中央テレビほか、この日だけでUHF第2次免許による民放UHF親局が8局も開局（詳細は「#開局の項を参照）。[4]
  - 中京ユー・エッチ・エフテレビ放送（CTV、愛称・中京テレビ）が社名を中京テレビ放送に変更。[4]
  - NETの完全子会社で、音楽管理事業の「エヌ・イー・ティー音楽出版」（後のテレビ朝日ミュージック）設立。
- 5月5日 - 静岡放送（SBS）がこの日、本社・演奏所が静岡市紺屋町（後の葵区紺屋町）の静岡新聞社内から同市石田（後の駿河区登呂）の静岡新聞・放送会館[注 8]に移転、稼働開始。
- 9月11日 - フジテレビ、報道番組関係を除く制作部門の独立化を発表。
- 10月1日
  - フジテレビとNET、ゴールデンアワーの番組が全面カラー化。[注 7][1][7]
  - 宮城県の民放第3局となる宮城テレビ（MTB→MM34、後のミヤギテレビ、MMT）開局[4]。当時は日本テレビとNETテレビのクロスネット[注 9][64]。
- 10月5日 - TBS、ゴールデンアワーの番組が全面カラー化（TBSローカルの「お天気メモ」を除く）。[注 10][1][65]
- 10月21日 - TBS系で1967年12月17日に放映された『ウルトラセブン』第12話「遊星より愛をこめて」の内容が、原爆被爆者を怪獣扱いしているとの被爆者団体からの抗議を受け、制作会社の円谷プロダクションが謝罪、第12話を欠番とすることを決定。
- 11月10日 - 日本テレビ、東京タワーに送信所を移転。[4][66]
- 12月1日 - 広島県の民放第3局となる広島ホームテレビ（UHT、後のHOME）開局。[4]

## 開局
＊はこの開局により、今まで民放テレビが1局しか視聴できなかったのが2局になった地域。
- 4月1日
  - 山形テレビ＊
  - 福島中央テレビ＊
  - テレビ山梨＊
  - 島根放送（後の山陰中央テレビジョン放送）＊
  - テレビ山口＊
  - テレビ高知＊
  - テレビ大分＊
  - テレビ宮崎＊
- 10月1日 - 宮城テレビ放送
- 12月1日 - 広島ホームテレビ

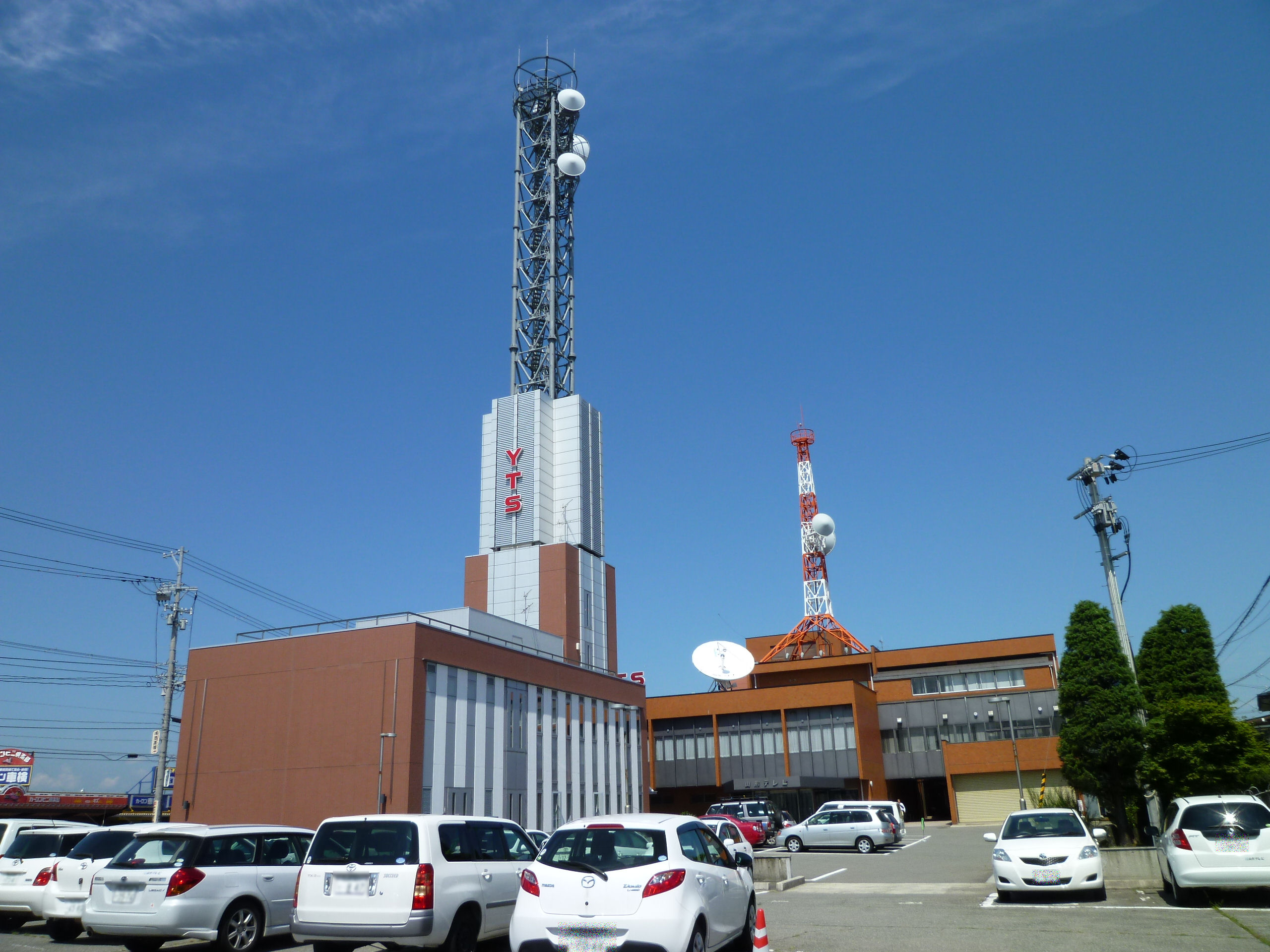
山形テレビ（4月1日開局）
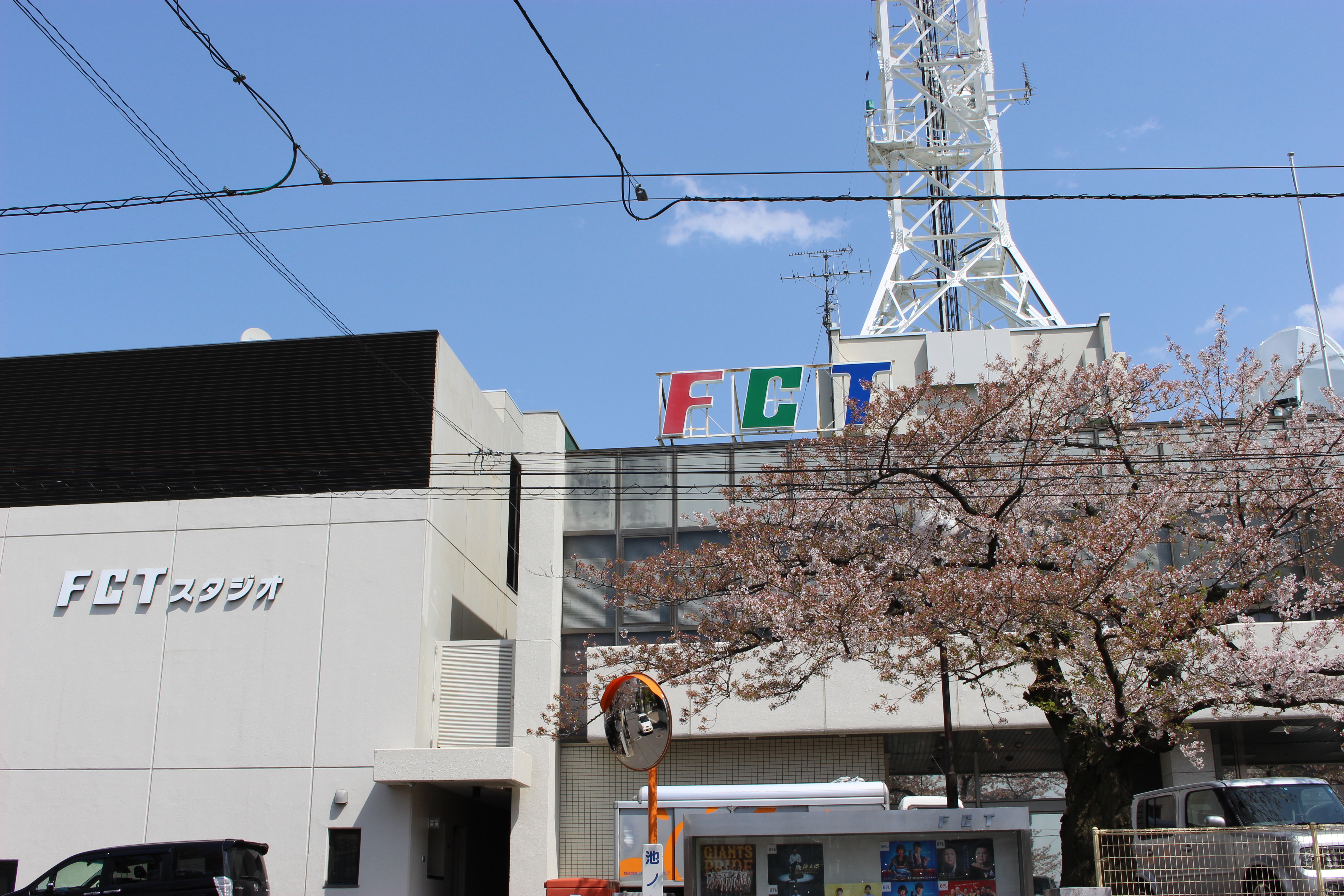
福島中央テレビ（4月1日開局）
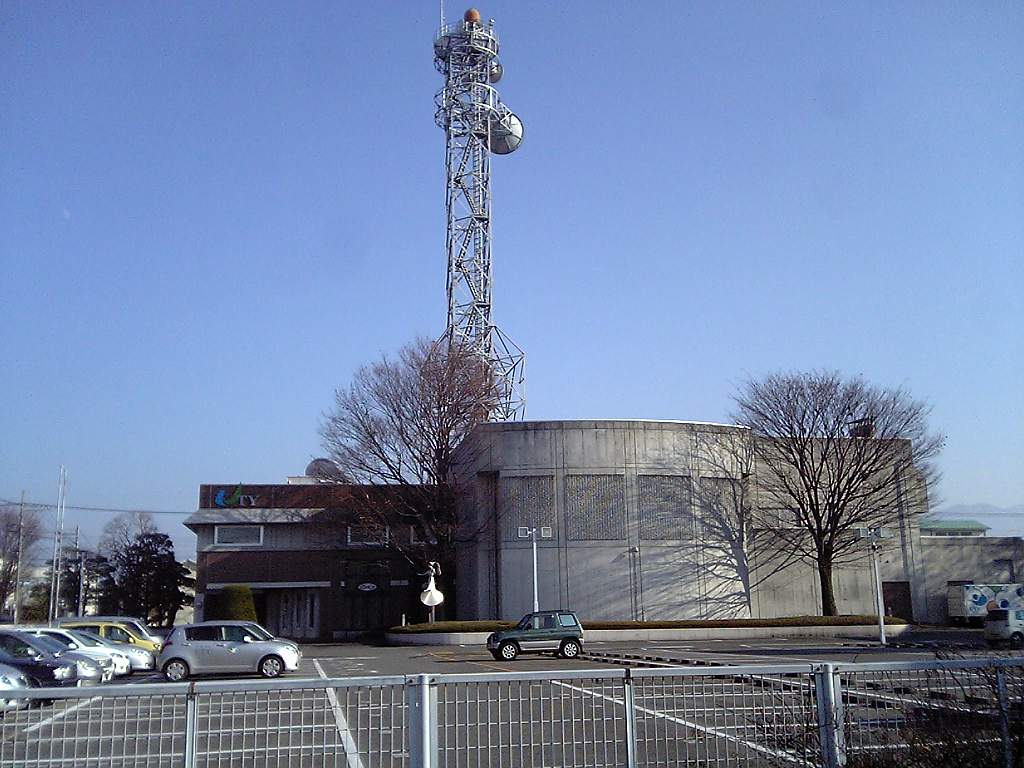
テレビ山梨（4月1日開局）
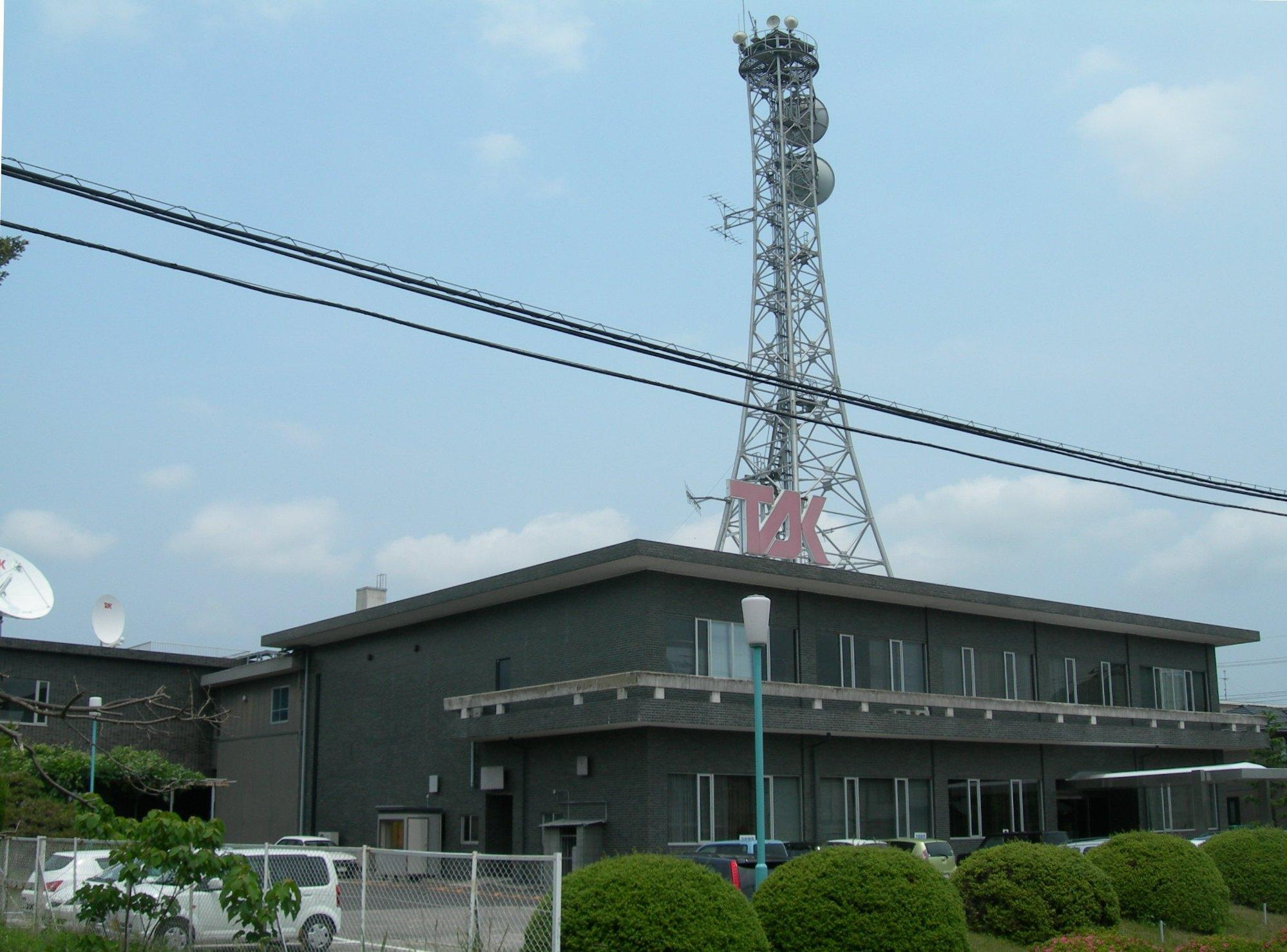
島根放送（後の山陰中央テレビジョン放送、4月1日開局）
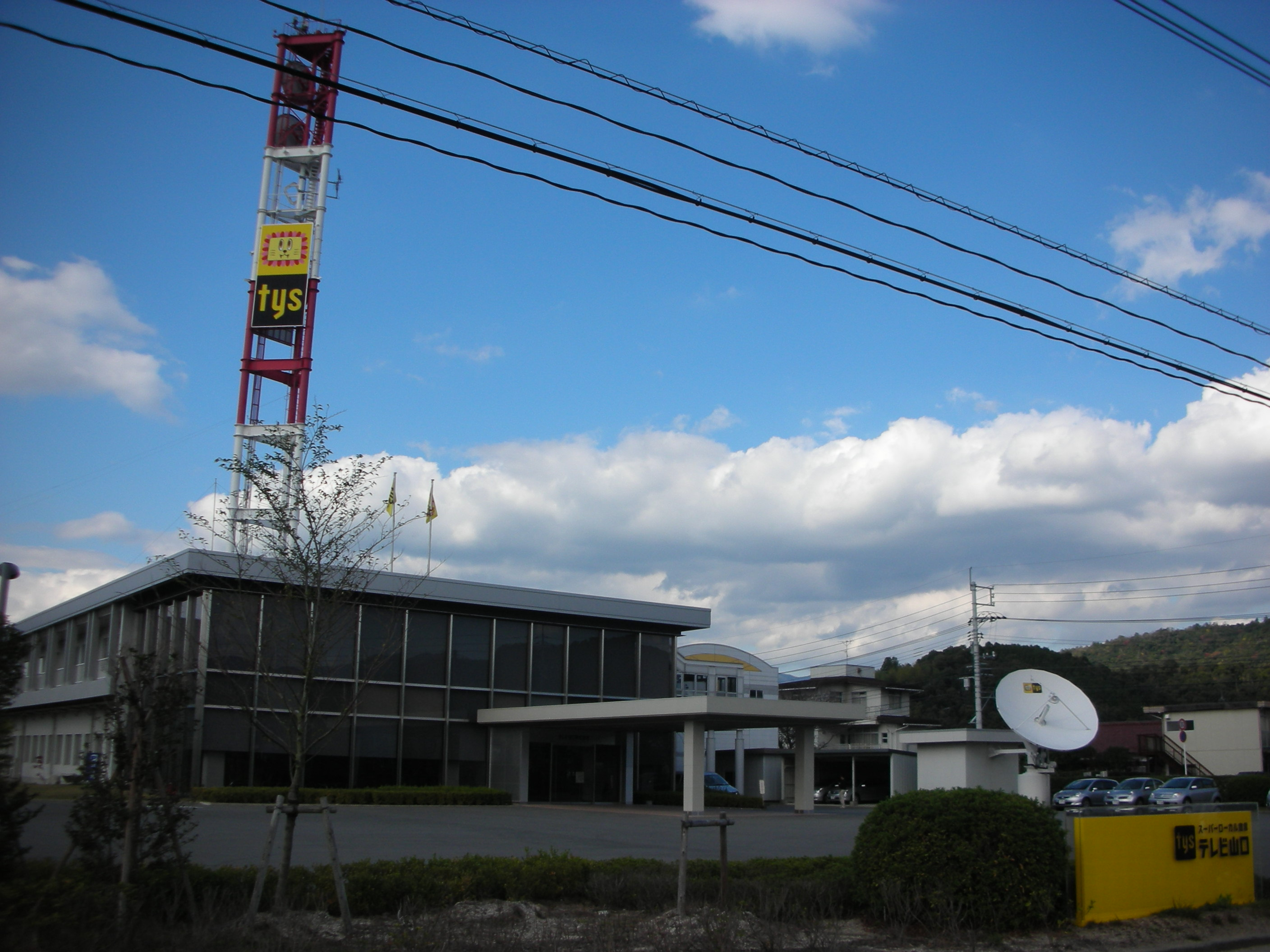
テレビ山口（4月1日開局）
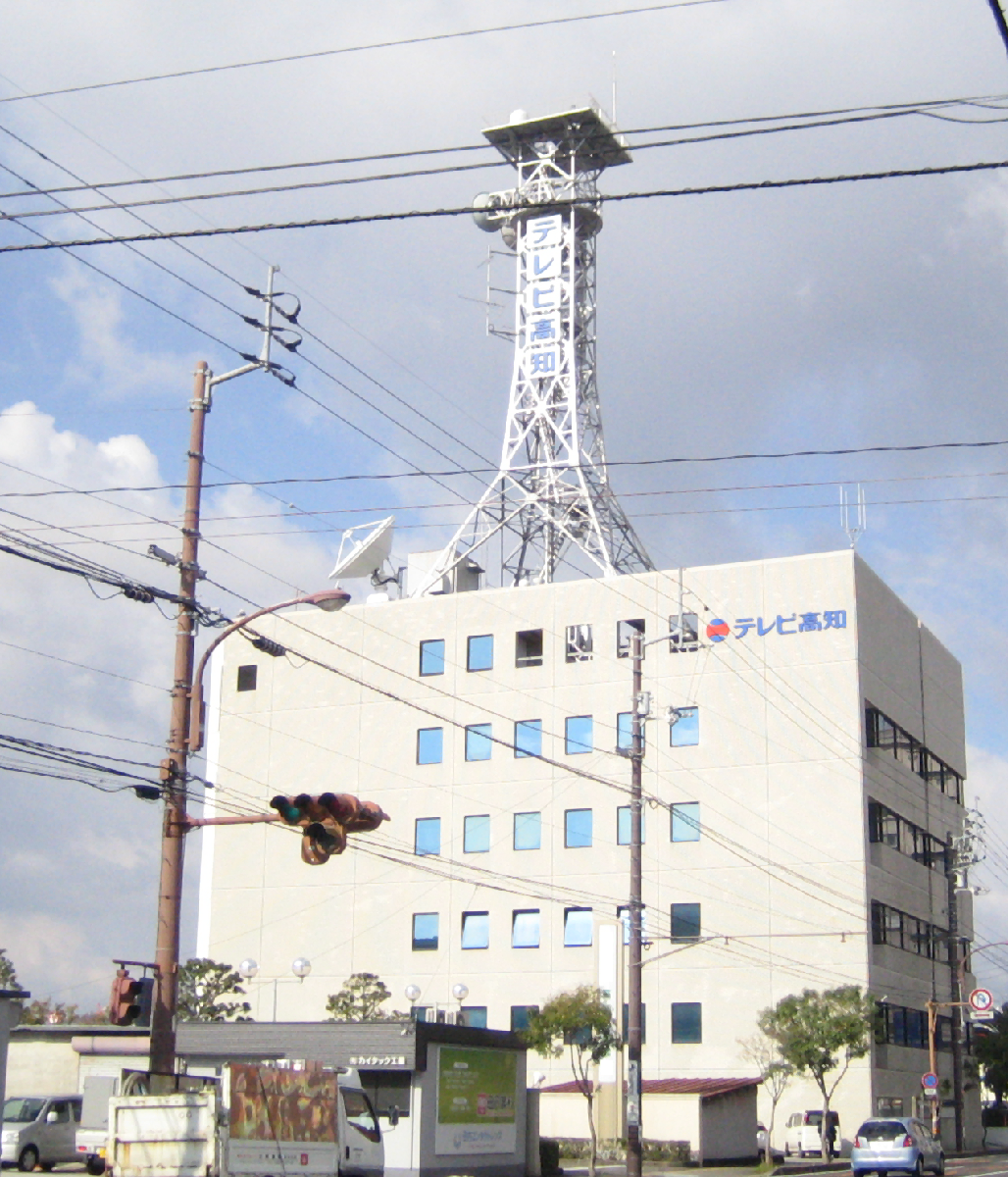
テレビ高知（4月1日開局）
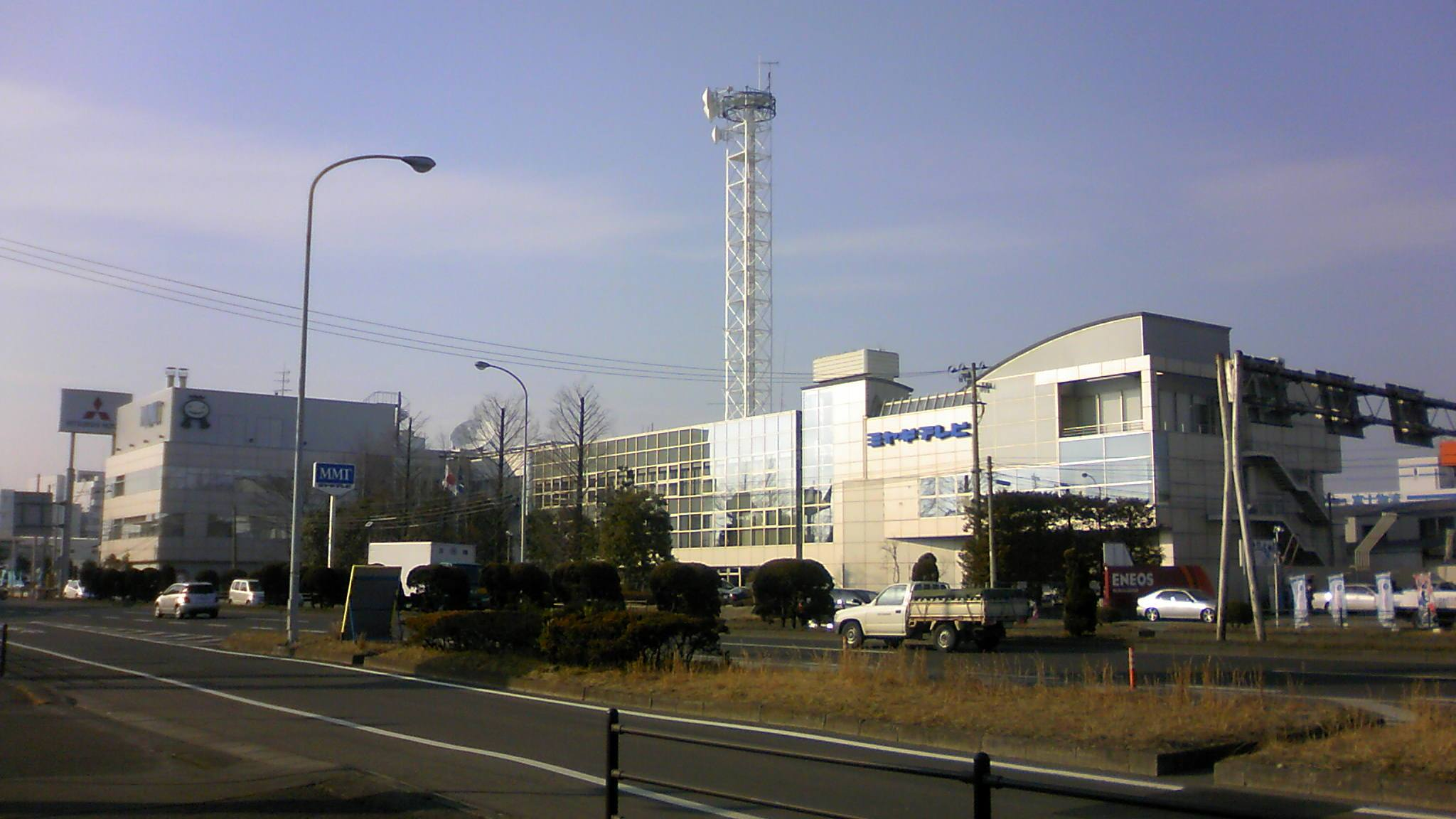
宮城テレビ放送（10月1日開局）
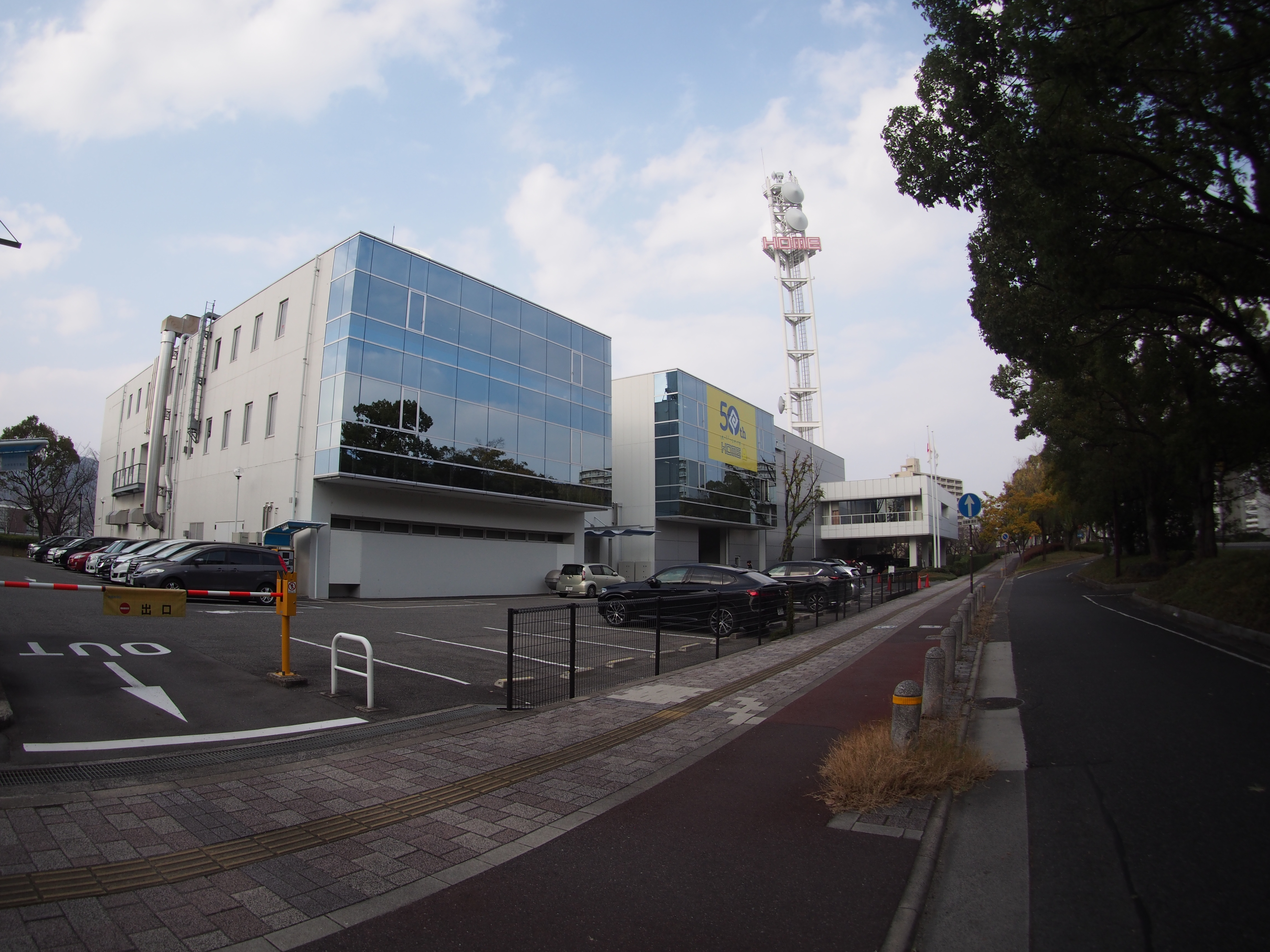
広島ホームテレビ（12月1日開局）

## 周年

### 番組
- 放送開始10周年
  - 兼高かおる世界の旅（TBS）
- 放送開始5周年
  - 奥さまスタジオ 小川宏ショー（フジテレビ）
  - アフタヌーンショー（NETテレビ）
  - 11PM（日本テレビ・読売テレビ）

### 開局・放送開始
- 3月16日 - 山形放送テレビジョン放送開始10周年。
- 4月1日
  - テレビジョン放送開始15周年 - 東京放送
  - テレビジョン放送開始10周年 - 秋田放送
- 6月1日 - 福井放送、琉球放送テレビジョン放送開始10周年。
- 7月1日 - NHK宮崎テレビジョン放送開始10周年。
- 8月1日 - NHK函館教育テレビジョン放送開始10周年。
- 9月1日 - NHK室蘭教育テレビジョン放送開始10周年。
- 10月1日 - 宮崎放送テレビジョン放送開始10周年。
- 11月1日 - NHK旭川、福島教育テレビジョン放送開始10周年。
- 12月1日 - NHK仙台教育テレビジョン放送開始10周年。
- 12月23日 - NHK盛岡教育テレビジョン放送開始10周年。

## 記念回
- 100回以上
  - 笑点（日本テレビ）200回 - 1月
  - 夜のヒットスタジオ（フジテレビ）100回 - 9月21日
  - クイズタイムショック（NETテレビ）100回 - 11月

## 視聴率
（※関東地区、ビデオリサーチ調べ）

### 報道
1. ニュース（NHK総合、4月3日 7:00-8:12）46.2%
2. スタジオ102（NHK総合、4月1日）44.6%
3. ニュース（NHK総合、7月6日 7:00-7:20）43.1%
4. 特番・よど号の乗客帰る（NHK総合、4月3日 19:30-21:30）43.0%
5. 7時のニュース（NHK総合、4月3日）40.9%
6. カメラリポート（NHK総合、4月1日）40.8%
7. 特番・帰ってきたよど号（NHK総合、4月5日）40.2%
8. ニュース（NHK総合、4月3日 8:30-8:45）39.6%
9. JNNフラッシュニュース（TBS、12月5日）39.6%
10. 第25回原爆慰霊平和祈念式典（NHK総合、8月6日）37.9%

### スポーツ
1. プロボクシング世界フェザー級タイトルマッチ「西城正三×ゴトフリー・スチーブンス」（日本テレビ、2月8日）46.3%
2. プロボクシング「小林弘×西城正三」（日本テレビ、12月3日）45.3%
3. 世界フェザー級タイトルマッチ「ジョニー・ファメション×ファイティング原田」（フジテレビ、1月16日）41.6%
4. サンデーワールドボクシング（日本テレビ、7月5日）38.6%

### バラエティ・歌番組
1. 第21回NHK紅白歌合戦（NHK総合、12月31日）77.0%
2. 8時だョ!全員集合（TBS、12月26日）45.7%

### テレビドラマ
1. 連続テレビ小説 信子とおばあちゃん（NHK総合、4月3日）46.8%
2. 連続テレビ小説 虹（NHK総合、7月7日・12月18日）42.1%
3. ザ・ガードマン（TBS、9月18日）39.9%
4. サインはV（TBS、5月24日）39.3%
5. 時間ですよ（TBS、8月19日）36.2%

## テレビ番組
この年からは、新番組のほとんどがカラーの為、モノクロの場合のみそれを記す。

### テレビドラマ

#### NHK
- 大河ドラマ 樅ノ木は残った（主演：平幹二朗）[11]
- 連続テレビ小説 虹（主演：南田洋子、仲谷昇）[37]
- 銀河ドラマ（連続ドラマ）
  - 華燭[67]
  - 朱鷺の墓[67]
  - 赤ちゃん誕生（モノクロ）（名古屋局制作）[67]
  - めし（モノクロ）（大阪局制作）[67]
  - 口惜し涙（モノクロ）（大阪局制作）[67]
  - 針千本[68]
  - 古都憂愁（大阪局制作）[69]
  - 乱戦模様[68]
  - どこかでなにかが（大阪局制作）[69]
  - 潮風の女（モノクロ）[68]
  - 花のいのち[68]
  - 孔雀の道[68]
  - 台所太平記[68]
  - 大風呂敷[68]
  - 笑わぬ男（大阪局制作[注 11]）[69]
  - 闇からの声（モノクロ）[68]
  - 影の顔（モノクロ）（大阪局制作）[69]
  - 砂の城[68]
  - 霧の壁（モノクロ）（名古屋局制作[注 12]）[70]
  - 千鳥（大阪局制作）[69]
  - 魔の季節[68]
  - 大番[68]
  - 一号車よ、走れ!（モノクロ）（名古屋局制作）[70]
  - 面影（大阪局制作）[69]
  - かえだま人生（モノクロ）（大阪局制作）[69]
  - 求む!人間（モノクロ）[68]
  - 風来先生（大阪局制作）[69]
  - 歳月（モノクロ）（名古屋局制作）[70]
- へこたれんぞ
- 大番
- 男は度胸
- ママは太陽（英語版）（米CBS制作、東京・大阪は2か国語放送）[12][13]
- 弁護士ジャッド（英語版）（シーズン2）（米ABC制作、東京・大阪は2か国語放送）[71][72]

#### 日本テレビ
- トヨタ金曜劇場
  - ゴールドアイ（出演：芥川比呂志、高松英郎、吉田輝雄 他）[73]
  - 輝ける塔（主演：夏木陽介）
  - 憎いあンちくしょう（主演：石坂浩二、加賀まりこ）
  - 昨日と明日の間（主演：天知茂）[74]
  - 大将（主演：長門勇、沢村貞子）
- 土曜グランド劇場
  - 竹千代と母（主演：中村光輝、栗原小巻）
  - 華々しき一族（主演：佐久間良子、藤間紫）[73]
  - あしたは真っ白（主演：酒井和歌子、山本学）
  - おふくろの味（主演：吉永小百合、森光子、児玉清）[74]
- 火曜日の女シリーズ
  - 恋の罠
  - 木の葉の舟
  - 美しき獲物[73]
  - 雨の日の罠
  - 人喰い
  - 蒼いけものたち
  - 逃亡者 －この街のどこかで－[74]
  - 蘭の殺人
- 姿三四郎[73]
- オドロキ桃の木騒動記（出演：進藤英太郎、松山英太郎、松山政路 他）[73]
- 青春太閤記 いまにみておれ![73]
- 君は海を見たか（主演：平幹二朗）
- 張込み（出演：加藤剛、八千草薫 他）
- 坊っちゃん（出演：竹脇無我、山本陽子 他）[74]
- うちのおとうさん（出演：進藤英太郎、伊東ゆかり 他）[74]
- 闘魂[74]
- ささらもさら（出演：中村玉緒 他）[74]
- 細うで繁盛記（読売テレビ。出演：新珠三千代、富士真奈美 他）[73]
- 女棟梁（読売テレビ。出演：野川由美子 他）[73]
- 芦田伸介劇場 男たちのブルース（読売テレビ。出演：芦田伸介 他）[74]
- スパイ専科'70 - 米NBC放映ドラマ『アイ・スパイ』の第2シーズン[73]

#### TBS
- ただいま同居中
- 時間ですよ（第1シリーズ）（モノクロ[注 13]）（主演：堺正章）
- 日曜8時、笑っていただきます（主演：堺正章）
- 二人の刑事（出演：芦田伸介、中尾彬 他）
- ありがとう
- 冬の旅
- あしたからの恋
- 植木等のそれ行けドンドン（主演：植木等）
- 二人の世界（出演：竹脇無我、栗原小巻、あおい輝彦 他）
- ナショナル劇場
  - 大岡越前・第1部
  - 水戸黄門・第2部
- ポーラテレビ小説（モノクロ）
  - オランダおいね（主演：丘みつ子）
  - 花もめん（主演：梶三和子）
- おやじ火山（朝日放送）
- お荷物小荷物（朝日放送）

#### フジテレビ
- 雪之丞変化
- 柳生十兵衛（出演：山口崇 他）
- 旗本退屈男（出演：高橋英樹 他）
- 芝櫻（主演：池内淳子）
- うちのかあさん（出演：加藤治子 他）[75]
- 大坂城の女（関西テレビ）
- 新吾十番勝負（関西テレビ）
- がめつい奴（関西テレビ）
- 徳川おんな絵巻（関西テレビ）
- 江戸の紅葵（関西テレビ）
- 火曜劇場 わたしは許さない（モノクロ）（関西テレビ、主演：岡田茉莉子）
- あなたの劇場（関西テレビ）
  - 裁きの家（モノクロ）（主演：小山明子）
  - 世の中さかさま（モノクロ）（主演：和田アキ子）
  - Oh!カンパク君（主演：竜雷太）

#### NET
- 燃えよ剣
- 宮本武蔵
- 丹下左膳
- 遠山の金さん捕物帳（主演：中村梅之助）
- 男一番!タメゴロー（主演：ハナ肇）
- コント55号60分一本勝負（主演：コント55号）
- だいこんの花（出演：森繁久彌、竹脇無我、川口晶 他）
- 湖笛（出演：北大路欣也 他）[75]

#### 東京12チャンネル
- 明智小五郎
- あの娘がいいな（出演：淡島千景、山本陽子、長谷川照子、榊原るみ 他）
- おさな妻（主演：麻田ルミ）
- 大江戸捜査網（出演：杉良太郎 他）

### 子供向けドラマ

#### NHK
- 人形劇 ネコジャラ市の11人（NHK総合）

#### 日本テレビ
- パパはメロメロ（読売テレビ）- 米NBC放映作品[74]

#### TBS
- ケンちゃんトコちゃん（3月5日、モノクロで開始。10月1日（第31話）よりカラー）（主演：宮脇康之、佐久間まゆみ）
- アテンションプリーズ（出演：紀比呂子 他）
- おくさまは18歳（出演：石立鉄男、岡崎友紀、寺尾聰 他）
- てなもんや二刀流（朝日放送。主演：藤田まこと）
- 千葉周作 剣道まっしぐら

#### フジテレビ
- 金メダルへのターン!（出演：梅田智子 他）

#### NET
- 魔女はホットなお年頃（毎日放送）

#### 東京12チャンネル
- オバゲバ学園奮戦記（出演：重山規子、菱見百合子、小林夕岐子、太田淑子、トリオ・スカイライン 他）
- ハレンチ学園（出演：大辻伺郎、児島美ゆき、小林文彦）

### テレビアニメ
- 動物村ものがたり（NETテレビ）
- いたずら天使チッポちゃん（フジテレビ）
- あしたのジョー（フジテレビ）
- ばくはつ五郎（TBS）
- 昆虫物語 みなしごハッチ（第1作）（フジテレビ）
- 赤き血のイレブン（日本テレビ）[73]
- 日本誕生（日本テレビ） - 『ノンフィクションアワー』で放送。
- キリンものしり大学 マンガ人物史（毎日放送） - 『キリンものしりシリーズ』初のカラー作品および初のオフィス・ユニ製作作品[注 14]。
- 男どアホウ!甲子園（日本テレビ） - 日本テレビ18:35枠の帯アニメ最終作。
- キックの鬼（TBS）
- スーパーシックス（フジテレビ） - 海外作品。
- いなかっぺ大将（フジテレビ）
- のらくろ（フジテレビ）[75]
- いじわるばあさん（アニメ第1作）（読売テレビ）[74]
- サラリーマンミニミニ作戦（フジテレビ）
- われらサラリーマン党（フジテレビ）
- 魔法のマコちゃん（NETテレビ）
- チキチキマシン猛レース（NETテレビ） - 米CBS放映作品。
- スカイキッドブラック魔王（NETテレビ） - 同上。
- 幽霊城のドボチョン一家（NETテレビ） - 同上。
- アーチーでなくちゃ!（毎日放送） - 同上。
- やったぜ!ハックの大冒険（日本テレビ） - 米ハンナ・バーベラ・プロダクション制作。[73]

### 特撮番組
- チビラくん（日本テレビ）
  - 出演：雷門ケン坊、村越伊知郎、熊倉一雄 他
- ウルトラファイト（TBS）
  - 出演：山田二郎
- 俺は透明人間!（フジテレビ）
- 謎の円盤UFO （日本テレビ） - 英ITV放映作品[74]
- ロンドン指令X（NHK総合） - 海外作品

### 報道・情報番組
- 朝のワイドショー ○○と90分（モノクロ）（日本テレビ） - 「○○」には司会者名が入る。
- 金原二郎ショー（モノクロ、翌1971年1月からカラー化）（日本テレビ）
- サンデーサークル（モノクロ）（日本テレビ）[73]
- 明日をひらく（カラー・モノクロ）（日本テレビ）- 全購連（全国購買農業協同組合連合会）一社提供[73][74]
- ビックリ情報局（日本テレビ）[74]
- 日曜ゴールデンショー こんにちはふるさとさん（フジテレビ）
- エキスポスタジオ 世界のひろば（関西テレビ）
- RABニュースレーダー（青森放送）
- 栗原玲児・土曜焦点（札幌テレビ放送）

### バラエティ番組
- ひるのプレゼント（NHK総合）
- （元祖）どっきりカメラ（日本テレビ）[74]
- 三橋達也のザ・ベストカップル（日本テレビ）[73]
- あなたがえらぶチャレンジショー（日本テレビ）
- ドリフのドパンチ!学園（日本テレビ）
- 寝るには早いドンといけ!（日本テレビ） - 『サンデーデラックスショー』打ち切りにともない編成。
- ヨーイ・ドン!!（第1期）（日本テレビ） - 同上。
- コント55号の日曜特別号（日本テレビ）[73]
- コント55号と世界のサーカス（日本テレビ）
- コント55号の兵隊さん物語（日本テレビ）
- かしましやでェ!（日本テレビ）[73]
- ピンクショック!（日本テレビ）[73]
- 大当り！チンペイ易者学校（日本テレビ）[73]
- 世界のビッグショー（日本テレビ）[73]
- 奥さま本番です（日本テレビ）[75][74]
- 奥さまへそくり学園（日本テレビ）[75][74]
- カネやんの夜はバッチリ（日本テレビ）[74]
- 新そっくりショー（読売テレビ）[74]
- さかさまショー（読売テレビ）
- 結婚しまショー（読売テレビ）
- ハット・ピンキー!（TBS）
- 虹のお祭り広場（TBS）
- 笑うんだもんね!（TBS）
- コント・カチョ〜ン→コント・デ・勝負!（フジテレビ）
- 巨泉にまかせろ!（フジテレビ）
- コント55号のやるぞみてくれ!（フジテレビ） - 2ヶ月で打ち切り。
- （新）祭りだ!ワッショイ!（フジテレビ）
- ラブラブショー（フジテレビ）
- テレビ爆笑10年史（フジテレビ、7月14日）
- 紅白スター対抗水泳大会（フジテレビ、8月11日） - 1973年から『オールスター紅白水泳大会』と改題。
- やっちゃおう!コント55号（NETテレビ）
- スパルタ!55号（NETテレビ）
- 爆笑エレベーター（NETテレビ）
- びっくり大ショック（NETテレビ）
- スター売ります!（NETテレビ）
- ドンとこいチビゴン!!（毎日放送）
- マキシンの東芝ハレハレ555（九州朝日放送）

### 演芸番組
- 夜の演芸スタジオ（日本テレビ）[75][74]
- 円歌・談志の土曜寄席（モノクロ）（日本テレビ）[74]
- ライオンお笑いネットワーク（読売テレビ）[75][74][76]
- 月曜お笑いチャンネル（東京12チャンネル）[75]

### クイズ番組
- 東芝ファミリーホール特ダネ登場!?（日本テレビ）[74]
- 紅白対抗ドレミファ大作戦→ドレミファ学園（日本テレビ）[74]
- 日清世界クイズ（日本テレビ）[74]
- 夢の世界旅行 クイズジャンボ（TBS）
- 3・3が9イズ（朝日放送）
- クイズ・キングにまかせろ!（フジテレビ）
- クイズグランプリ（フジテレビ）
- 親子を合わせるベシ!（フジテレビ）
- SOSドキドキクイズ（フジテレビ）
- ピロピロゲーム（NETテレビ）
- ママの番組デス!!（毎日放送）

### 音楽番組
- NHKのど自慢（モノクロ。翌年4月から随時カラー放送を開始、同年10月10日に毎回カラー放送となる。）（NHK総合）- NHKラジオ第1と同時放送。
- ステージ101（NHK総合）
- ヒット'70（日本テレビ）[73]
- ヒットで突っ走れ!（日本テレビ）
- ヒットQ（日本テレビ）
- これが歌謡曲だ!!→歌謡大パーティ ドヒャーと集まれ!!（日本テレビ）
- サンデーデラックスショー（日本テレビ） - 2ヶ月で打ち切り。[73]
- カネヤンの歌うナイター（日本テレビ）[73]
- （ペアでハワイへ）歌のチャンピオン（日本テレビ）[74]
- TVフレッシュジョッキー 歌のデートイン!（モノクロ）（日本テレビ）[74]
- ビクター歌のパレード（第2期）（日本テレビ）[74]
- 東芝オールスター歌の祭典（日本テレビ）[74]
- 圭子の演歌の星（日本テレビ）[74]
- 全日本歌謡選手権（カラー・モノクロ[注 15]）（読売テレビ）[73]
- 帰ってきた歌謡曲（読売テレビ）[73]
- やまかんヒット大賞（読売テレビ）[74]
- ヒット歌謡No.1（TBS）
- プラチナポップ・ショー（TBS）
- あなたとジュリー（TBS）
- 歌うロマンスタジオ（フジテレビ） - 『巨泉にまかせろ』のため中断有り。
- なつメロ・ヒット・フェスティバル（フジテレビ） - 『やるぞみてくれ』打ち切りによる編成。
- チータと歌おう!ちびっこ大行進（フジテレビ。1月1日放送）
- 9時のビックヒット（NET）[75]
- 歌の笑ルーム（毎日放送）
- 1970年ヒット歌謡曲の祭典（フジテレビ、12月31日）- 東京厚生年金会館大ホールでの録画放送。レコード大賞の裏番組。[61]

### スポーツ番組
- 春の高校バレー（フジテレビ）- この年第1回大会。以後毎年放送
- 金田のチャンピオンズゴルフ（日本テレビ）[73]
- ゴールデン・キックボクシング（日本テレビ）[74]
- 土曜競馬中継（モノクロ → カラー[注 16]）（東京12チャンネル）

### 旅・紀行番組
- 日本史探訪（NHK総合）
- 遠くへ行きたい（読売テレビ）[注 5][74]
- スター万国博評判記（朝日放送）

### 教養・ドキュメンタリー番組
- 70年代われらの世界（NHK総合）
- できるかな（NHK教育）
- ひらけゆく町（モノクロ、翌1971年4月からカラー化）（NHK教育）
- こどもパレード1.2.3!（モノクロ）（日本テレビ）[73]
- くらしの再発見（日本テレビ）- 放送番組センター製作[注 17][74]
- NNNドキュメント（日本テレビ）[73]
- ノンフィクションアワー（日本テレビ）[73]
- ショック!!（日本テレビ）[75][74]
- おしゃべりゲーム それホント?→おしゃべりゲーム おとなの学校（TBS）

#### 特別番組
- 21世紀への挑戦 ―ボールディング教授にきく―（NHK総合、東京・大阪は2か国語放送）[78]
- 公開座談会「情報と日常生活」（NHK総合、東京・大阪は2か国語放送）[79]

### 映画番組
- 金曜映画劇場（TBS）

### 単発特別番組枠
- ビッグ・プレゼント'70（TBS）
- 木曜スペシャル（フジテレビ）
- テレビグランドスペシャル（第2期）（フジテレビ）
- 金曜スペシャル（東京12チャンネル）

### 既存番組のカラー化
年内開始番組を除く
- 新春スターかくし芸大会（フジテレビ）- この年の放送から（この年は1月1日に放送）
- 奈良和モーニングショー（NET）- 1月1・2日[9]、及び3月23日からは毎回カラー放送[27]
- 桂小金治アフタヌーンショー（NET）- 1月1・2日[9]（毎回カラー化は翌年の元旦から）
- お笑い頭の体操（TBS）- 1月3日から[80]
- レディズ・チャレンジボウル（NET）- 1月3日から[80]
- どんぐり音楽会（中部日本放送）- 1月4日から[81]
- ふるさとの歌まつり（NHK総合）- 3月までは随時（4月2日はモノクロ[82]）、4月9日からは毎回カラー放送[83][84]。
- 趣味の園芸（NHK総合）- 3月までは随時[85]、1970年度の4月10日からは毎回カラー放送[86][87]。
- ヤング720（TBS）- この年は1月23日（第1005回）、8月3日（第1169回）、8月26日（第1189回）、9月30日（第1219回）がカラー放送。

- オールスター紅白大運動会（フジテレビ）- この年（の春期の放送）からカラー化（この年は春期の3月26日と秋期の10月1日の2回放送）
- 日曜演芸会（NET）- 3月29日から[88]
- ANN 早朝時間帯のニュース（協力・朝日（新聞））（NET） - 3月30日から[30]
- キユーピー3分クッキング CBCテレビ制作版（中部日本放送）- 3月30日から[28][29]
- FNNテレビ朝刊（フジテレビ）- 4月1日から[32] （これにより、フジテレビのニュース番組での全時間帯でのカラー放送化が完了）
- 小川宏ショー（フジテレビ）- 4月1日から[32]
- 3時のあなた（フジテレビ）- 4月1日から[32]
- 四つの目（NHK総合）- 4月2日から[82][89]
- ハイ!土曜日です（関西テレビ）- 4月4日から[34]
- キイハンター（TBS）- 4月4日（第105話）から
- 家族そろって歌合戦（TBS）- 4月5日から[90]、各地域の収録時点で、カラー中継車を所有している制作局の回のみカラー放送。
- 大正テレビ寄席（NET）- 4月5日から[91]
- ご両人登場（日本テレビ）- 4月7日から[92]
- 鬼平犯科帳（NET）- 4月7日（第1シリーズ第27話放送回）から
- 婦人百科（NHK総合）- 4月期からは毎週水曜日が（4月8日から）[93][94]、10月5日からは毎週月曜日の「生け花」が[95]各々カラー化
- 素人名人会（毎日放送）- 4月12日から[96]
- 理科教室小学校5年生（NHK教育）- 4月から[97]
- 理科教室小学校6年生（NHK教育）- 4月から[97]
- 大きくなる子（NHK教育）- 4月から[97]
- うたいましょうききましょう（NHK教育）- 4月から[97]
- おとぎのへや（NHK教育）- 4月から[97]
- TWWAプロレス中継（TBS）- 4月22日から
- おはよう!こどもショー（日本テレビ）- 8月3日から[98]
- ケンちゃんシリーズ（TBS）- 10月1日（『ケンちゃんトコちゃん』第31話放送回）から
- もーれつア太郎（NET）- 10月2日（第78回）から
- 牧伸二のサアお立合い!（東京12チャンネル）- 10月2日から[99]
- 時事放談（TBS） - 10月4日から[58]
- 唄子・啓助のおもろい夫婦（フジテレビ） - 10月4日から[58]
- ヤングおー!おー!（毎日放送）- 10月から[注 18]
- 日曜特集（NHK総合）- 10月11日から[100]
- 国会中継（NHK総合）- 11月25日から[101][102]
- ベルトクイズQ&Q（TBS）- 12月28日から[60]
- ゆく年くる年（NHK総合）- この年越しの放送から[62][61]

#### ローカルニュースのカラー化
兼カラーフィルムによる報道取材開始
- 1月5日:NHK名古屋放送局（この日、フィルム取材もカラー化され、完全カラー化。）[103]
- 1月13日:信越放送（当初取材のカラー化は一部地域のみ。3月に取材も全面カラー化。）[104]
- 2月25日:高知放送（当初はキャスターの顔出しのみ[105]。3月にはフィルム取材もカラー化[106]。）
- 4月13日:北陸放送[107]
- 6月1日:新潟放送[108]
- 9月:長野放送[109]
- 10月26日:NHK甲府放送局[110]、NHK新潟放送局[110][111]
- 11月9日:NHK長野放送局[110][112]、NHK富山放送局[113]
- 12月21日:NHK静岡放送局[113]
- 12月25日:石川テレビ放送[114]
- 時期不明:NHK釧路放送局[115]、NHK秋田放送局[116]、NHK岡山放送局[117]、NHK高松放送局[118]、NHK熊本放送局[119]

フィルム取材を除くスタジオの顔出しや写真・テロップ等のみカラー化。
全てNHKの地方局
- 9月28日:金沢[113]、福井[113]
- 時期不明:
  - 北海道管内:函館[115]、室蘭[115]、旭川[115]、帯広[115]、北見[115]
  - 東北管内:青森[116]、盛岡[116]、山形[116]、福島[116]
  - 大阪・近畿管内:京都[120]
  - 中国管内:山口[117]、松江[117]、鳥取[117]、
  - 四国管内:高知[118]、徳島[118]
  - 九州管内:北九州[119]、佐賀[119]、長崎[119]、大分[119]、宮崎[119]、鹿児島[119]